# 오클랜드 FC
오클랜드 FC(Auckland Football Club)는 2024년에 3월에 창단된 뉴질랜드의 프로 축구단이다. 오클랜드를 연고지로 하였으며 A리그 멘에 참가하고 있다.

## 선수 명단

### 현역
참고: FIFA 자격 규정에 따라 소속된 국가대표팀 국기를 표시합니다. 선수는 복수의 FIFA 비회원국 국적을 가지고 있을 수 있습니다.
| 번호 | 포지션 | 국적 | 이름          |
| ---- | ------ | ---- | ------------- |
| 2    | DF     |      | 사카이 히로키 |

| 번호 | 포지션 | 국적 | 이름            |
| ---- | ------ | ---- | --------------- |
| 22   | MF     |      | 제이크 브리머   |
| 28   | MF     |      | 펠리페 갈레고스 |

틀:오클랜드 FC 선수 명단